# Adolf Wölfli
Pour les articles homonymes, voir Wölfli.
Adolf Wölfli, né le 29 février 1864 à Bowil (canton de Berne) en Suisse et mort le 6 novembre 1930 à Berne, est un peintre, dessinateur et écrivain suisse, condamné pour pédocriminalité puis interné dans un asile d’aliénés. Il est une des figures majeures de l'art brut.

## Biographie
Jakob Wölfli, le père d'Adolf, est un tailleur de pierre de profession. Il souffre d'alcoolisme, ne remplit pas ses obligations familiales et fait des séjours en prison. La famille vit dans un état de grande pauvreté. Son père et sa mère ont eu sept garçons ensemble, dont Adolf est le benjamin. Deux des sept fils du couple sont décédés en bas âge, avant la naissance d’Adolf.
Vers 1870, le père d'Adolf Wölfli abandonne définitivement sa famille. Sa mère travaille comme blanchisseuse, mais son état de santé se détériore et, en 1872, elle est obligée de déménager de Berne à Schangnau, sa commune d'origine, afin de pouvoir faire valoir son droit à recevoir de l'aide de l'assistance publique,. L'assemblée communale est convoquée et place Adolf et sa mère chez un paysan, conseiller d'État et agriculteur à Cherlishof, commune de Bumbach. Ils seront séparés en janvier 1873. Enfant de l'assistance publique, Adolf est ensuite placé chez toute une série de familles dans la région de l'Emmental, bien que certains de ses frères soient déjà majeurs à cette époque. Les placements d'Adolf Wölfli se font majoritairement chez des paysans, qui le traitent surtout comme de la main-d’œuvre gratuite et pour lesquels son éducation et sa formation scolaire ou professionnelle ne sont pas une priorité. Une exception notable est la famille qui l’accueille en 1874, mais ce placement ne dure qu'un an. Cette même année 1874, la mère d'Adolf Wölfli décède, ce dont il n'est informé que trois mois plus tard.
En 1875, le père retourne dans son pays natal où il succombe après un delirium tremens.
De 1880 à 1890, Adolf Wölfli travaille comme valet de ferme et manœuvre,. Il change très fréquemment d'employeurs.
En 1890, il est condamné à deux ans de prison pour tentatives de viol sur deux mineures. Il purge sa peine à la prison Saint-Jean de Gals, dans le canton de Berne. Il récidive à sa sortie, mais est cependant déclaré irresponsable et interné en 1895 à l'asile d'aliénés de Waldau, à Berne. Il y reçoit un diagnostic de démence paranoïde (« dementia paranoides ») et y restera interné jusqu'à son décès en 1930, des suites d'un cancer de l'estomac.

## Œuvre

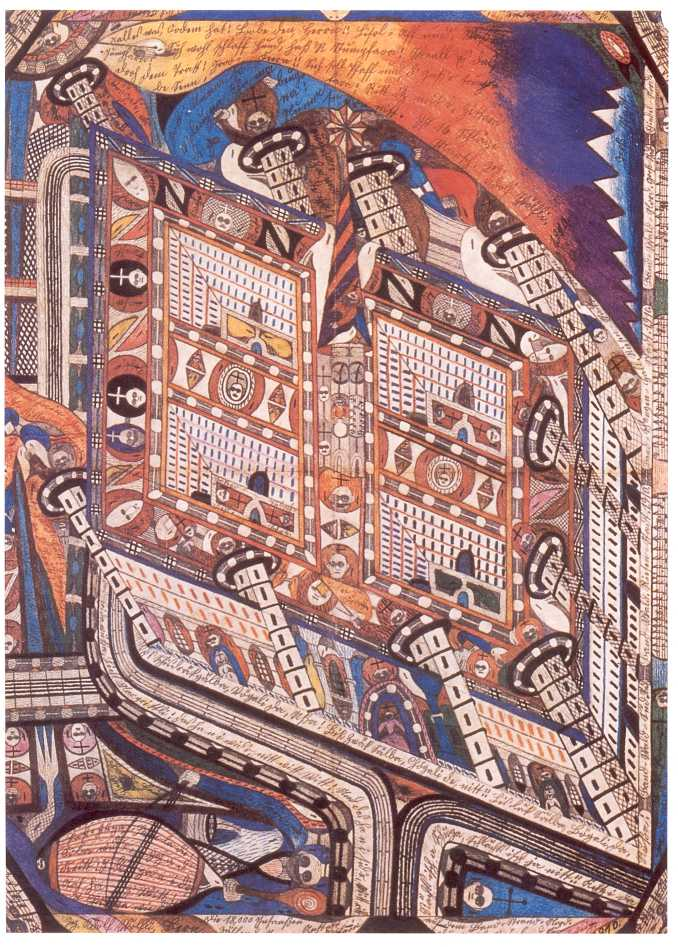
Irren-Anstalt Band-Hain (1910), Lausanne, Collection de l’art brut.

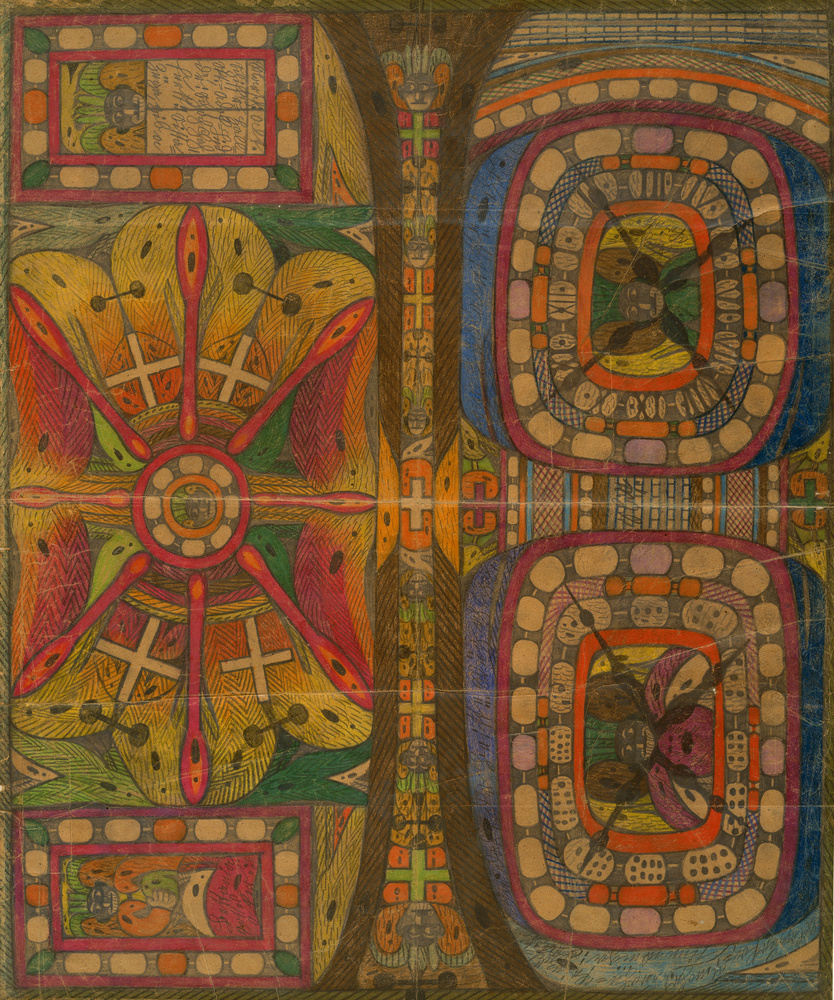
Battania Gottes = Aker (1927), Villeneuve-d'Ascq, LaM.

Quatre ans après le début de son internement à la Waldau, en 1899, Wölfli commence à dessiner, écrire et composer de la musique. Pendant 30 ans, il accumule 1 300 dessins, 44 cahiers où sont exposées ses nombreuses théories scientifiques et religieuses, au travers de longues emphases où des mots sont déformés ou créés, l'orthographe transformée, les voyelles et les consonnes doublées ou triplées pour accentuer le rythme des phrases, ainsi que sa biographie imaginaire de 25 000 pages, La Légende de saint Adolf, dans laquelle il affirme une connaissance qui se veut nouvelle, quasi encyclopédique.
En 1921, le psychiatre Walter Morgenthaler publie une monographie entièrement consacrée à Adolf Wölfli, un ouvrage qui contribue grandement à faire connaître l’œuvre d'Adolf et dans laquelle il plaide pour que ce dernier soit reconnu comme un artiste,.
L’œuvre d'Adolf Wölfli est conservée pour l'essentiel au musée des Beaux-Arts de Berne, où elle est mise en valeur par la Fondation Adolf Wölfli. Elle est également très bien représentée à la Collection de l'art brut de Lausanne, car elle est l'une des plus représentatives de ce mouvement que Jean Dubuffet a théorisé et tenté de définir comme étant de l'art brut,,. Son œuvre est conservée également au Lille Métropole Musée d'Art moderne, d'Art contemporain et d'Art brut (LaM) de Villeneuve-d'Ascq.

### Écrits
- Courte autobiographie, Lenka lente, Nantes, 2014,  (ISBN 978-2-9545845-6-0). Ce texte a été rédigé en 1895 à la demande de Walter Morgenthaler[13]. Adolf Wölfli y fait le récit de sa vie jusqu'à son internement. Ce texte est paru initialement en 1921, dans le livre que Walter Morgenthaler lui a consacré, Ein Geisteskranker als Künstler[13]. Si le récit que fait Adolf Wölfli fait de ses années d'enfance et d'adolescence est un texte construit, relativement bien organisé chronologiquement et aisé à lire, la partie relative à ces crimes sexuels est très confuse et floue. On y apprend qu'une de ses victimes a 7 ans.
- (de) Von der Wiege bis zum Graab, Oder, Durch arbeiten und schwitzen, leiden, und Drangsal bettend zum Fluch. Schriften 1908-1912 [Du berceau au tombeau, ou, par le travail et la sueur, la souffrance et les privations, par la prière même, vers la damnation. Écrits 1908-1912], Francfort, Fondation Adolf Wölfli, musée des Beaux-Arts de Berne, 1985.

## Wölfli dans la culture
Adolf Wölfli pourrait être un des modèles de Moravagine, le héros fou et criminel du roman de Blaise Cendrars qui a eu, au cours de ses études de médecine à Berne (1909), l'occasion de se rendre à l'asile de Waldau,.
Le peintre visionnaire américain Joe Coleman a réalisé en 1995 le portrait d'Adolf Wölfli sous le titre Saint Adolf II,.

#### Monographies
- (de) Dr Walter Morgenthaler, Ein Geisteskranker als Künstler: Adolf Wölfi, Berne/Leipzig, 1921
Rééditions (fr) Dr W. Morgenthaler, Adolf Wölfli. Traduction et préface de Henri-Pol Bouché. Paris, Publications de l'Art brut, 1964. (en) Dr W. Morgenthaler, Madness and Art: The Life and Works of Adolf Wölfli, Ùniversity of Nebraska Press, USA, 1992).
- (de) Collectif, Adolf Wölfli 1864-1930, Werk aus einer Privatsammlung, Bâle, Kupferstichkabinett, Kunstmuseum, 1971.
- Collectif, Adolf Wölfli, Berne, Fondation Adolf Wölfli, Musée des Beaux-Arts de Berne, 1976.  — Avec une présentation chronologique de la vie et de l'œuvre d'Adolf Wölfli par Elka Spoerri.
- (en) Elsa Longhauser et Elka Spoerri, The Other Side of the Moon. The World of Adolf Wölfli, [catalogue d’exposition], Philadelphie, 1988.
- Collectif, Wölfli, Dessinateur-Compositeur, Lausanne, Éditions l’Âge d’Homme, 1991.
- (de)  Marianne Wackernagel von Schwabe, Adolf Wölfli, Sondereinband, 1998.
- (en) Daniel Baumann et Elka Spoerri, The art of Adolf Wölfli, Princeton University Press, 2003.

Catalogues d'exposition
- Adolf Wölfli. Univers, cat. expo. Villeneuve d'Ascq, LaM 9 avril – 3 juillet 2011, VIlleneuve d'Ascq, LaM, 2011, 294 p. (sous la dir. de Christophe Boulanger, Savine Faupin et Daniel Baumann)

#### Articles notables et chapitres entiers de livres
- Écrits d’Art Brut. Graphomanes extravagants, Lucienne Peiry, Paris, Le Seuil, 2020.   (ISBN 978-2-02-144768-2)
- Michel Thévoz, L'Art brut. Genève, Albert Skira, coll. « La Peinture », 1975, 1980.
- « Wölfli : l’empire du songe », in : Christian Delacampagne, Outsiders, fous, naïfs et voyants dans la peinture moderne (1889-1960), chapitre 5, Paris, Éditions Mengès, 1989, p. 76–88.
- (en) Elka Spoerri, « Wölfli », Raw Vision, no 4, 1991.
- (en) Edward Gomez, « Adolf Wölfli: An examination of the « Funeral March », the Swiss Visionary’s final voluminous Illustrated books », Raw Vision, no 18, 1997.
- « Saint Adolf II, Empereur du gigantisme », in : Jean-Louis Ferrier, Les Primitifs du XXe siècle, Terrail, 1997, p. 76–91.
- « Le Phénomène Adolf Wölfli », in : John Maizels, L’Art brut, chapitre 2, Phaidon, 2003, p. 22–30.

#### Ouvrages mentionnant Wölfli
- art et folie de H. Scharbach 1996
- (de) Hans Prinzhorn, Bildnerei der Geisteskranken, Springer Verlag, Berlin, 1922 (édition française : Expressions de la folie, Gallimard, 1984 et 1996).
- Catalogue de la Collection de l'art brut, Lausanne, 1976 et 1986.
- (en) Another World: Wölfli, Aloïse, Müller, Glasgow, Third Eye Centre, 1978.
- Michel Random, « L’art visionnaire », Paris, Nathan, 1979.
- Art brut, Collection de l’Aracine, [catalogue d’exposition], Musée d’Art moderne Lille Métropole, 1997.
- Lucienne Peiry, L'Art brut, Paris, Flammarion, 1997.
- Colin Rhodes, L'Art outsider : art brut et création hors normes au XXe siècle, Thames & Hudson, 2001.
- Florence de Mèredieu, Histoire matérielle et immatérielle de l'art moderne, Larousse, 2004.
- Laurent Danchin, Art brut. L’instinct créateur, Paris, Gallimard, 2006.
- Bianca Tosatti, Beautés insensées : figures, histoires et maîtres de l'art irrégulier, [catalogue d’exposition], Skira Seuil Éditions, 2006, 376 p.
- Claude Quétel, Images de la folie, Paris, Gallimard, 2010.
- Gilles Deleuze et Félix Guattari, L'Anti-Œdipe, Paris, Éditions de Minuit, 1972.